# No Escape
A No Escape az At Vance első nagylemeze. A lemezen található dalokat alapvetően három kategóriába lehet besorolni: saját szerzemények, feldolgozások, valamint klasszikus darabok áthangszerelése.
Az All For One, One For All című számjukat Hartmann, az összes többit Lenk írta (leszámítva a feldolgozásokat).

## Dalok
1. Flying High 5:14
2. No Escape 3:16
3. No Speak 1:42
4. Die In Your Arms 5:29
5. All For One, One For All 4:27
6. Money, Money, Money (ABBA feldolgozás) 3:09
7. Four Seasons - Summer Theme (Vivaldi feldolgozás) 3:19
8. Power & Glory 5:26
9. Seven Seas 6:14

Bónusz számok
1. Eye Of The Tiger (Survivor feldolgozás) 4:34
2. Shout (Tears for Fears feldolgozás) 6:02

## Az együttes tagjai
- Oliver Hartmann - ének
- Olaf Lenk - szólógitár
- Rainald König - ritmusgitár
- Jochen Schnur - basszusgitár
- Uli Müller - billentyűs hangszerek
- "Spoony" - dob